# Acanthogonatus fuegianus
Acanthogonatus fuegianus is een spinnensoort in de taxonomische indeling van de bruine klapdeurspinnen (Nemesiidae).
Acanthogonatus fuegianus werd in 1902 beschreven door Simon.